# Олимпийский комитет Эритреи
Олимпийский комитет Эритреи (араб. — اللجنة الاولمبية من اريتريا) — организация, представляющая Эритрею в международном олимпийском движении. Основана и зарегистрирована в 1996 году.
Штаб-квартира расположена в Асмэре. Является членом Международного олимпийского комитета, Ассоциации национальных олимпийских комитетов Африки и других международных спортивных организаций. Осуществляет деятельность по развитию спорта в Эритрее.

## Медали
| Медаль | Спортсмен       | Олимпийские игры | Вид             | Дисциплина |
| ------ | --------------- | ---------------- | --------------- | ---------- |
| Бронза | Зерсенай Тадесе | Афины, 2004      | Легкая атлетика | 10 000 м   |